# Den afrikanske Farm

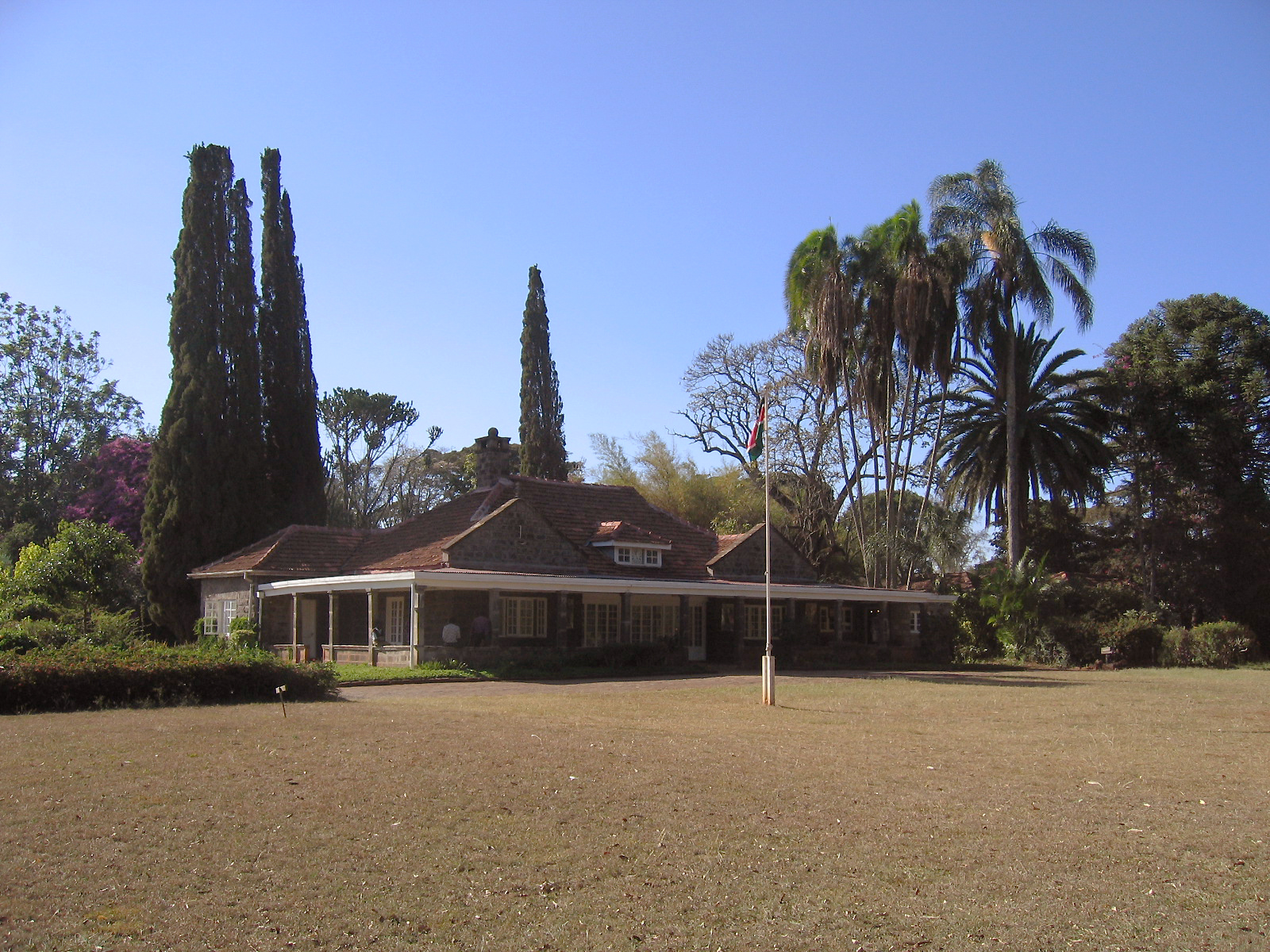
Museu Karen Blixen em Nairóbi (2005)

Den afrikanske Farm (Brasil: A Fazenda Africana / Portugal: África Minha) é um livro resultante de relatos pessoais da dinamarquesa Karen Blixen, publicado no ano de 1937.
Nesta obra de não-ficção, a escritora conta como foram os anos em que teve uma fazenda no Quênia, convivendo com os nativos e outros amigos colonos que acabou conhecendo neste período. Blixen viveu 17 anos na fazenda de café (de 1914 a 1931), retornando à Dinamarca após problemas financeiros com o empreendimento e com a perda de seu namorado, Denys Finch-Hatton.
Neste livro, além de o leitor entrar em contato com o universo social que rodeava a rotina da fazenda no Quênia, é possível conhecer o universo da própria escritora. As suas impressões sobre os nativos e os incidentes que aconteciam em viagens e safáris são relatados calorosamente por Blixen.
No Brasil, a primeira publicação deste livro foi em 1987, pela Editora Civilização Brasileira, dois anos depois do lançamento do filme Out of Africa (dirigido por Sydney Pollack e estrelado por Meryl Streep e Robert Redford), baseado nestes relatos.